# Zamość Bortatycze LHS
Zamość Bortatycze LHS – towarowa stacja kolejowa w Wysokiem, w gminie Zamość, w powiecie zamojskim, w województwie lubelskim, w Polsce.
Nazwa stacji jest nieco myląca, ponieważ nie leży ona na terenie pobliskiej (od północy) wsi Bortatycze, a na terenie Wysokiego, a ściślej pomiędzy tą wsią (od północnego wschodu) a wsiami: Chyża (od południa i południowego wschodu) oraz Siedliska (od zachodu).
Położona jest na linii kolejowej nr 65 (Linii Hutniczej Szerokotorowej). Infrastruktura stacji obejmuje: rampę ładunkową boczną, terminal przeładunkowy, elektroniczną wagę wagonową i kasę towarową.
Znajduje się tu zaplecze techniczne kolei, tj. lokomotywownia LHS i lokomotywownia PKP Cargo, ponieważ przebiega tędy również tor normalny, który jest pozostałością po linii nr 83 Zawada – Jarosławiec. Obecnie tor ten jest używany towarowo-technicznie między Zawadą a Zamość Bortatycze (zob. art. Zamość Bortatycze).